# Celestino Trezzini
Celestino Trezzini (* 15. Februar 1883 in Sessa; † 1. November 1967 in Freiburg im Üechtland) war ein Schweizer Professor für kanonisches Recht sowie Lokalhistoriker.

## Leben
Celestino Trezzini wurde als Sohn des Giovanni Trezzini, Gemeindeschreiber, und der Luisa Marchesi geboren. Er studierte von 1896 bis 1904 an den Seminaren von Pollegio und Lugano sowie von 1904 bis 1908 an der Universität Freiburg. Im Jahr 1906 erhielt er die Priesterweihe und im Jahre 1912 seinen Doktor utriusque iuris.
Trezzini war von 1909 bis 1917 Lehrer am Collegio von Pollegio und von 1917 bis 1921 am Seminar Lugano. Wenige Jahre leitete er das Istituto Santa Maria in Bellinzone und arbeitete gleichzeitig als Redaktor bei der Zeitung Popolo e Libertà.
Von 1924 bis 1955 wirkte Trezzini als Professor für Kirchenrecht an der Universität Freiburg (Schweiz) und bekleidete in dieser Zeit dreimal das Amt des Dekans und von 1947 bis 1948 dasjenige des Rektors.
In Freiburg amtete er überdies als Synodalrichter, von 1935 bis 1962 als Präsident des Diözesangerichts, und 1937 wurde er Ehrendomherr der Kathedrale. 1946 wurde er Hausprälat von Papst Pius XII. Am Zweiten Vatikanischen Konzil nahm er als Experte für Kirchenrecht teil.
Trezzini war auch Mitarbeiter des Historisch-Biographischen Lexikons der Schweiz, für das er zahlreiche seinen Heimatkanton Tessin beschlagende Artikel verfasste.

## Schriften (Auswahl)
- La legislazione canonica di papa San Gelasio I (492–496). Freiburg im Üechtland 1911.
- La fidélité du Tessin à la Suisse. Verlag Otto Walter, Olten 1924.
- Un cardinale ticinese: [Carlo Francesco Caselli]. In: Zeitschrift für schweizerische Kirchengeschichte. Stans 1924.
- La persona giuridica nel diritto canonico vigente. Librairie de l’Université, Dr. F.X. Weizinger, Freiburg im Üechtland 1924.
- Il diritto di nomina del parroco di Sion. Universitätsbuchhandlung Weizinger und Meyer, Freiburg im Üechtland 1925.
- La prima idea di una diocesi ticinese secondo i Recessi federali: contributo per la storia della diocesi di Lugano. H. von Matt, Stans 1931.
- La via delle genti. Nel Cinquantenario dell’apertura della linea del San Gottardo. Memoria per le Scuole. Schweizerische Bundesbahnen, Bern 1932.
- L’università di Friburgo e il Ticino. Société des étudiants suisses, 1940/41, S. 578–586.
- Il matrimonio “inter absentes” in diritto canonico. Librairie de l’Université, Freiburg im Üechtland 1943.
- La diocesi di Lugano: origine storica, sua condizione giuridica: prolusione letta il 15 novembre 1947 all’inaugurazione solenne dell'anno accademico dell’Università di Friburgo. Grassi IET, Bellinzona 1952.
- Il progetto di nuova legge scolastica ticinese. Edizioni Luce, Locarno 1957.
- Martino Pedrazzini, 1843–1922. Società storica locarnese, Locarno 1967.
- Mons. Agostino Maria Neuroni candidato vescovo di Losanna. In: Almanacco Ticinese. 1968, S. 67–69.